# Замок Бургхаузен
Замок Бургхаузен (нем. Burg zu Burghausen) — бывшая резиденция Виттельсбахов, расположенная в баварском городе Бургхаузен на границе с Австрией. С 2009 года замковый комплекс занесён в Книгу Рекордов Гиннесса как самый длинный в Европе (1043 м). Сооружение простирается вдоль узкого и вытянутого хребта над рекой Зальцах на высоте 420 м над уровнем моря.

## Исторический обзор
Замковая гора была заселена ещё в бронзовом веке. При раскопках обнаружены следы кельтского и римского пребывания. Так, найденные монеты императоров Марка Аврелия и Константина подтверждают нахождение Бургхаузена в составе римской провинции Норик. Поселение занималось торговлей солью.
В средневековье местные властители контролировали соляной путь, который пролегал по реке Зальцах. Первое упоминание о замке датируется 1025 годом. В 1168 году после смерти последнего графа Бургхаузена Гебхарда II укреплениями завладели Виттельсбахи. В 1180 году первый герцог Баварии Оттон Виттельсбах расширил замок.
После раздела Баварии в 1255 году замок стал второй после Ландсхута резиденцией герцогов Нижней Баварии. В период Баварско-Ландсхутского герцогства (1392—1503) укрепления были расширены вдоль всего замкового холма.
Начиная с Маргариты Австрийской, изгнанной жены деспотического герцога Генриха XVI (1393—1450), замок стал резиденцией жен и вдов герцога, а также средоточием герцогской казны. В 1447 году в замке умер пленник Генриха герцог Баварии Людвиг VII.
При герцоге Георге Баварском (1479—1503) строительные работы были завершены, и замок Бургхаузен стал прочной крепостью в регионе. Однако после его смерти его дети в ходе Войны за ландсхутское наследство (1503—1505) потеряли право на владение им. Впоследствии внук Георга Отто Генрих (1502—1559) основал для себя другой замок — Нойбург.
С возникновением угрозы со стороны Османской империи были принять меры по модернизации крепости. В 1634—1641 годах во время Тридцатилетней войны в замке держали в заключении шведского фельдмаршала Густава Горна.
После Тешенского договора в 1779 году Бургхаузен стал пограничным замком. Во время наполеоновских войн крепость подверглась разрушению.
В 1896 году замок был реставрирован. В 1960 году проведены значительные работы по восстановлению всего замкового комплекса.
В настоящее время в крепости действует музейная экспозиция.